# Aguanil
Aguanil is een gemeente in de Braziliaanse deelstaat Minas Gerais. De gemeente telt 4.448 inwoners (schatting 2018).

## Aangrenzende gemeenten
De gemeente grenst aan Boa Esperança, Campo Belo, Coqueiral, Cristais en Nepomuceno.